# Zeche Vereinigte Carlsglück & Planetenfeld
Die Zeche Vereinigte Carlsglück & Planetenfeld war ein Steinkohlebergwerk im westlichen Dortmunder Stadtteil Dorstfeld.
Die Zeche entstand aus einer Konsolidation mit der Zeche Planetenfeld mit der Zeche Vereinigte Carlsglück und beutete bis 1889 als eigenständiges Bergwerk zunächst oberflächennah Kohleflöze im Stollenbergbau aus und ging später zum Tiefbau über.
Die Zeche hatte eine Schachtanlage Carlsglück an der Wittener Straße und die Schachtanlage Planetenfeld im Bereich der heutigen Autobahnabfahrt Dorstfeld/Universität. Hier findet sich auf dem Gelände der Autobahnmeisterei noch die Entlüftung des Schachtes Adolph. Der Schacht hatte eine Förderung und Wetterführung in einem Schacht und wurde aus Sicherheitsgründen 1899 stillgelegt. An die Schachtanlage erinnern noch die heutige Sackgasse Schachtstraße, die damals genau auf den Zecheneingang zulief, und die Planetenfeldstraße. 
Die Zeche wechselte mehrere Male die Besitzer und 1889 wurde die Zeche Vereinigte Carlsglück & Planetenfeld durch die Zeche Dorstfeld übernommen. Im Volksmund hatte die Zeche den Spitznamen „Wahne Uhle“ (Plattdeutsch für „verrückte Eule“). Dies war eine Anspielung auf das alte Schachtgerüst Carlsglück, das an eine Eule erinnert, und die unsicheren Verhältnisse durch den mehrmaligen Besitzerwechsel. 1953 wurde eine Straße im Stadtteil Dorstfeld in Erinnerung daran Wahne Uhle genannt.